# Радіум (Канзас)
Радіум (англ. Radium) — місто (англ. city) в США, в окрузі Стаффорд штату Канзас. Населення — 26 осіб (2020).

## Географія
Радіум розташований за координатами 38°10′26″ пн. ш. 98°53′40″ зх. д. / 38.17389° пн. ш. 98.89444° зх. д. (38.173801, -98.894469).  За даними Бюро перепису населення США в 2010 році місто мало площу 0,11 км², уся площа — суходіл.

## Демографія
Згідно з переписом 2010 року, у місті мешкало 25 осіб у 15 домогосподарствах у складі 7 родин. Густота населення становила 234 особи/км².  Було 19 помешкань (178/км²).
Расовий склад населення:
| - 96,0 % — білих |

До двох чи більше рас належало 4,0 %. Частка іспаномовних становила 0,0 % від усіх жителів.
За віковим діапазоном населення розподілялося таким чином: 12,0 % — особи молодші 18 років, 80,0 % — особи у віці 18—64 років, 8,0 % — особи у віці 65 років та старші. Медіана віку мешканця становила 53,2 року. На 100 осіб жіночої статі у місті припадало 127,3 чоловіків;  на 100 жінок у віці від 18 років та старших — 120,0 чоловіків також старших 18 років.
Середній дохід на одне домашнє господарство  становив 57 544 долари США (медіана — 58 750), а середній дохід на одну сім'ю — 72 000 доларів (медіана — 85 417). Медіана доходів становила 41 458 доларів для чоловіків та 44 375 доларів для жінок. За межею бідності перебувало 8,6 % осіб, у тому числі 0,0 % дітей у віці до 18 років та 0,0 % осіб у віці 65 років та старших.
Цивільне працевлаштоване населення становило 22 особи. Основні галузі зайнятості: сільське господарство, лісництво, риболовля — 45,5 %, освіта, охорона здоров'я та соціальна допомога — 22,7 %, роздрібна торгівля — 13,6 %, оптова торгівля — 9,1 %.